# مینکوفسکی ۱۲۴۹۳
سیارک ۱۲۴۹۳ (به انگلیسی: 12493 Minkowski، نامگذاری:1997PM1) دوازده هزار و چهارصد و نود و سومین سیارک کشف شده‌است که در ۴ اوت ۱۹۹۷ کشف شد.
قدر مطلق سیارک برابر ۱۳٫۴۰ است.